# Бобтаун (Вірджинія)
Бобтаун (англ. Bobtown) — переписна місцевість (CDP) в США, в окрузі Аккомак штату Вірджинія. Населення — 267 осіб (2020).

## Географія
Бобтаун розташований за координатами 37°38′57″ пн. ш. 75°48′0″ зх. д. / 37.64917° пн. ш. 75.80000° зх. д. (37.649249, -75.799872).  За даними Бюро перепису населення США в 2010 році переписна місцевість мала площу 9,27 км², уся площа — суходіл.

## Демографія
Згідно з переписом 2010 року, у переписній місцевості мешкало 211 особа в 103 домогосподарствах у складі 67 родин. Густота населення становила 23 особи/км².  Було 143 помешкання (15/км²).
Расовий склад населення:
| - 80,6 % — білих - 14,7 % — чорних або афроамериканців - 1,9 % — вихідців з тихоокеанських островів - 1,9 % — осіб інших рас |

До двох чи більше рас належало 0,9 %. Частка іспаномовних становила 2,4 % від усіх жителів.
За віковим діапазоном населення розподілялося таким чином: 13,3 % — особи молодші 18 років, 56,4 % — особи у віці 18—64 років, 30,3 % — особи у віці 65 років та старші. Медіана віку мешканця становила 56,2 року. На 100 осіб жіночої статі у переписній місцевості припадало 80,3 чоловіків;  на 100 жінок у віці від 18 років та старших — 83,0 чоловіків також старших 18 років.
Середній дохід на одне домашнє господарство  становив 99 281 долар США (медіана — 111 250), а середній дохід на одну сім'ю — 99 281 долар (медіана — 111 250). 
Цивільне працевлаштоване населення становило 180 осіб. Основні галузі зайнятості: освіта, охорона здоров'я та соціальна допомога — 76,1 %, науковці, спеціалісти, менеджери — 7,2 %, мистецтво, розваги та відпочинок — 6,1 %, інформація — 5,6 %.